# Vikersund
Vikersund je administrativní centrum norské obce Modum, která spadá do samosprávné jednotky Buskerud nacházející se v jihovýchodním Norsku. Nachází se u jižního konce jezera Tyrifjorden. V roce 2006 zde žilo 2529 obyvatel. Je znám především proto, že se zde nachází mamutí můstek určený pro lety na lyžích pojmenovaný Vikersundbakken.

## Galerie

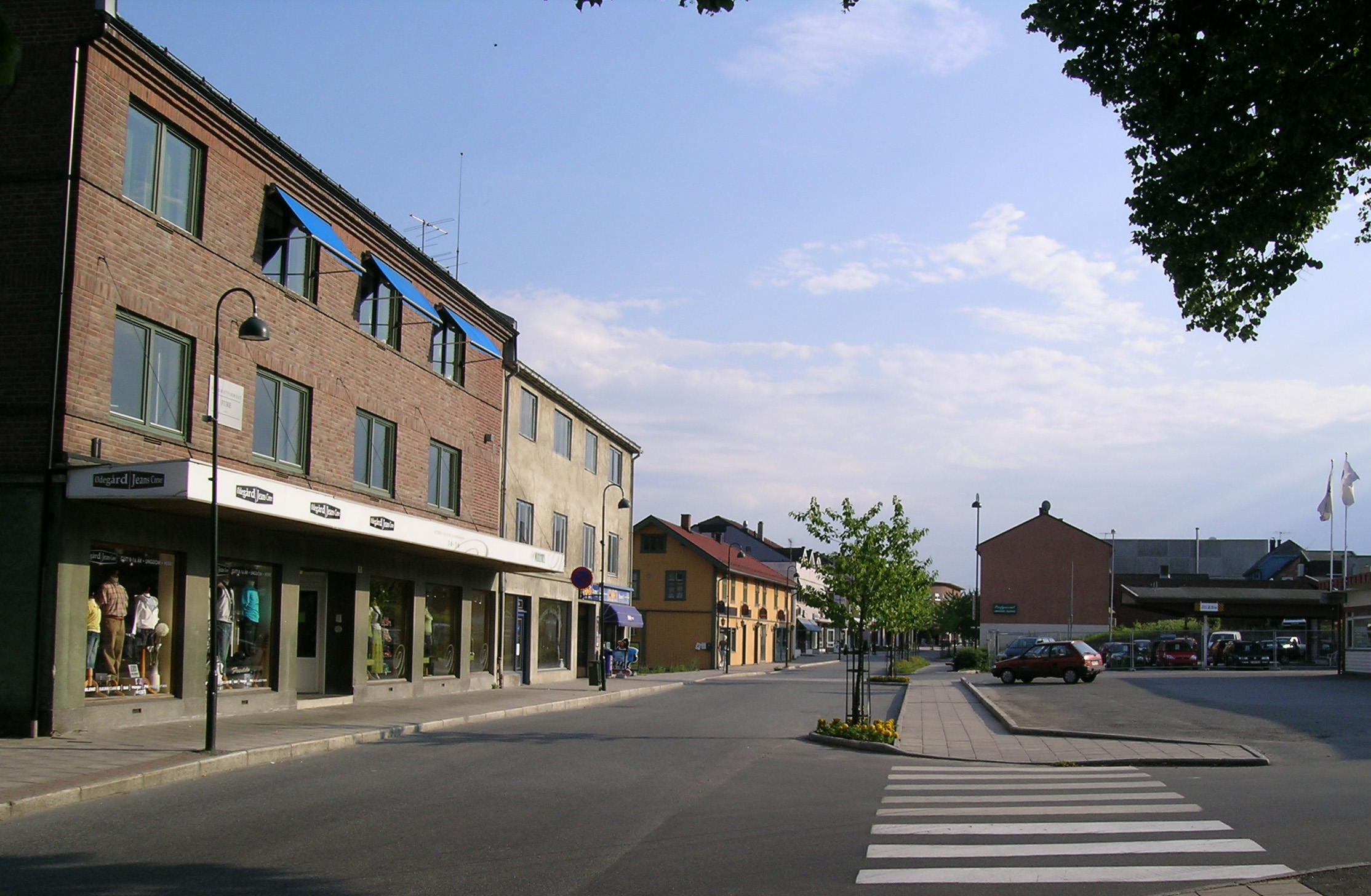
Centrum Vikersundu
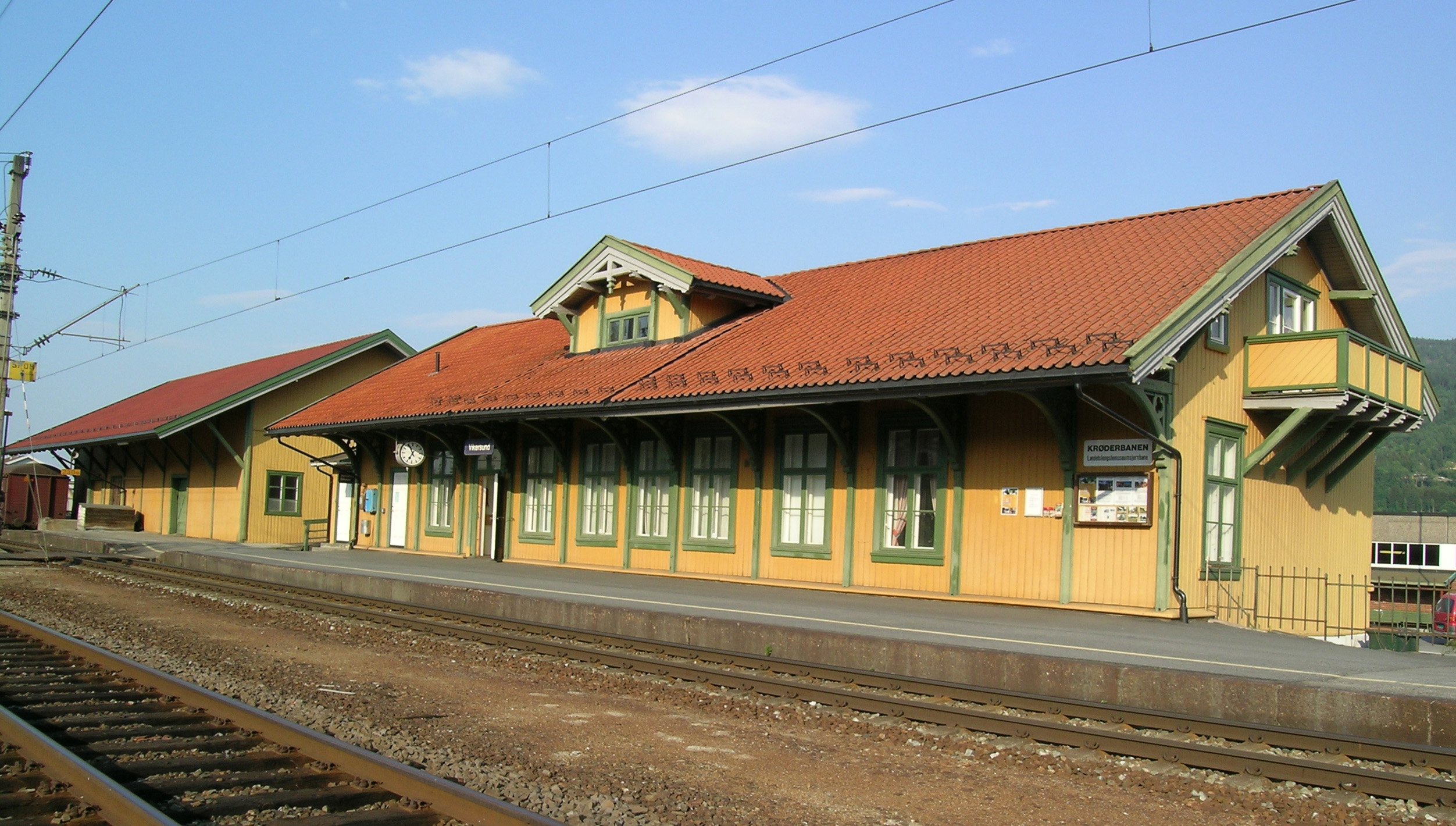
Místní nádraží
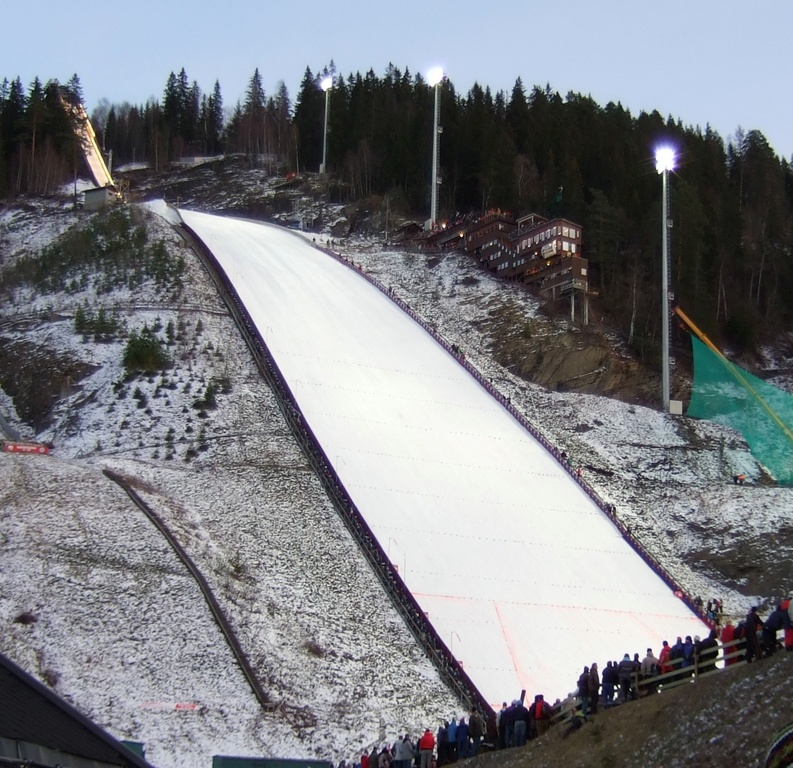
Zdejší mamutí můstek pro lety na lyžích